# Fuchsiger Rötelritterling
Der Fuchsige Rötelritterling oder Fuchsige Röteltrichterling (Paralepista flaccida, syn. Clitocybe flaccida, Lepista inversa), auch Fuchsroter Trichterling genannt, ist eine Pilzart aus der Familie der Ritterlingsverwandten.

## Merkmale

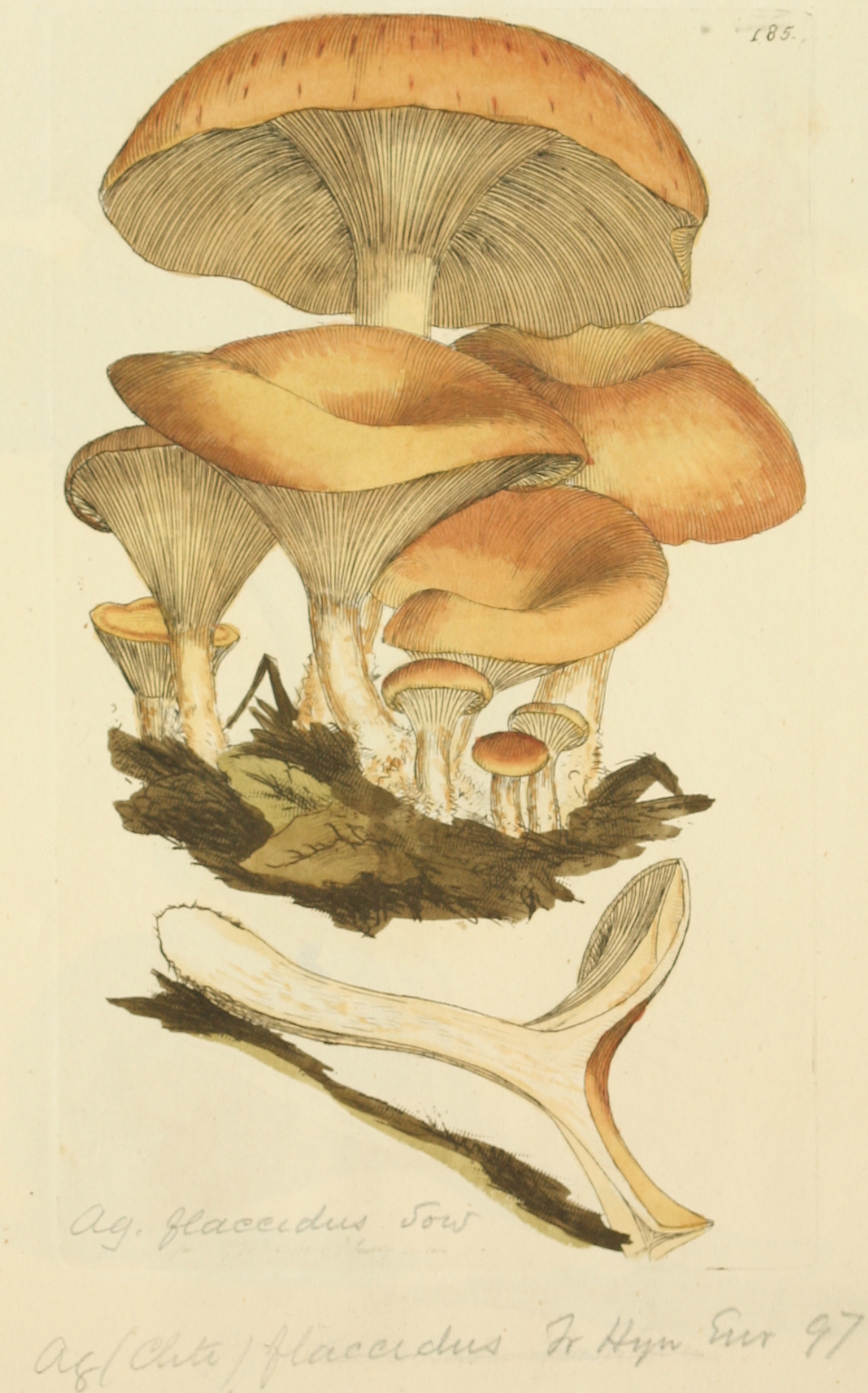
Farbtafel des Fuchsigen Rötelritterlings aus James Sowerbys „Coloured Figures of English Fungi or Mushrooms“

### Makroskopische Merkmale
Der Hut ist 4–10 cm breit, besitzt eine matte Oberfläche und ist feucht glänzend; seine Farbe ist rotbraun bis rotocker. Der Hutrand ist jung eingerollt, die Hutmitte immer trichterartig vertieft. Die Lamellen sind dichtstehend und deutlich am Stiel herablaufend, ocker bis fuchsig, aber blasser als der Hut. Sie sind vom Hut relativ leicht ablösbar (Kennzeichen für Rötelritterlinge). Der Stiel ist bis 5 cm lang und zäh, mit Myzelfilz an der Basis. Das Fleisch ist blassgelb und dünn. Er riecht holzartig-herb.

### Mikroskopische Merkmale
Die Sporen sind feinwarzig, rundlich und inamyloid (Kennzeichen für Rötelritterlinge). Sie sind weiß, mit einem Durchmesser von 3 bis 5 µm.

## Artabgrenzung
Manchmal wird er auch noch mit dem ähnlichen Wasserfleckigen Röteltrichterling (Paralepista gilva) verwechselt oder gar in Pilzbüchern durcheinandergebracht. Paralepista gilva wird von manchen Autoren als Sonderform des fuchsigen Rötelritterlings angesehen. Da beide Arten essbar sind, ist eine Verwechslung nicht tragisch, allerdings warnen manche Autoren vor gleichzeitigem Alkoholgenuss. Der Wasserfleckige Rötelritterling unterscheidet sich vom Fuchsigen Rötelritterling durch eine etwas hellere, ins ockergelbe gehende Farbe und vor allem durch konzentrisch, am Hut angeordnete „Wasserflecken“. Auch wirkt er insgesamt etwas robuster.
In Südwesteuropa kam es schon zu Verwechslungen mit dem dort vorkommenden Wohlriechenden Trichterling (Paralepistopsis amoenolens), der das Acromelalga-Syndrom hervorruft.
Da dieser, vermutlich durch eine allgemeine Klimaerwärmung, inzwischen mehrfach in der Schweiz gesichtet wurde und makroskopisch eine Verwechselungsgefahr besteht, wurde der Fuchsige Röteltrichterling in der Schweiz aus der Liste der Speisepilze gestrichen.

## Ökologie und Phänologie
Der Pilz ist sehr gesellig, Reihen- und Hexenringbildner und vor allem im Nadelwald von August bis November anzutreffen.

## Systematik
Die Art kommt in zwei Formen vor, die früher als eigene Arten geführt wurden: die Nadelwald-Form (inversa) besitzt eine kräftig fuchsrötliche Färbung, wohingegen die blassere Form (flaccida) im Laubwald anzutreffen ist.

## Bedeutung
Der Fuchsige Rötelritterling ist essbar, große Mengen können jedoch unbekömmlich sein.